# Goethals (familie)
De familie Goethals is een notabele familie uit Heule een dorp in het zuiden van de Belgische provincie West-Vlaanderen, gelegen bij Kortrijk. 

## Geschiedenis
Vanaf de tweede helft van de achttiende eeuw traden verschillende leden van deze familie op het voorplan. De daaropvolgende generatie leverde meerdere voormannen tijdens de Belgische Revolutie. 
De hoofdactiviteit van heel wat leden van de familie bevond zich in de textielindustrie. Verschillende takken van de familie verkregen opname in de Belgische adel, respectievelijk in 1893, 1897, 1925 en 1971. Heel wat leden van de familie, zowel mannen als vrouwen, traden in het huwelijk met edellieden.
De familie is niet te verwarren met de Gentse familie Goethals de Mude de Nieuwland.

## Genealogisch tableau
Hierna volgt een lijst met een aantal leden van de familie, in genealogische volgorde.
- André Goethals (1617-1703) x 1638 Catherine Aelbrecht (1612-ca 1672) 
  - Robert Goethals (1645-1702) x 1673 Madeleine van Zuyt (†1687) 
    - Jean Goethals (1681-1736) x Thérèse Alexandrine Adams
    - Jean Robert Goethals (1681-1736) x 1726 Marie-Madeleine le Clercq (†1741) 
      - Pierre Joseph Goethals (1734-1807) x 1757 Marie-Josèphe van Beveren (1733-1763/1764) 
        - Jacques Joseph Goethals (1759-1838) x 1790 Claire Vincente Vercruysse (1772-1852) 
          - Vincent Goethals (1797-1881) x 1819 Eugénie Danneel [1801-1897) 
            - Euphrasie Goethals (1834-1912) x 1855 Jules d'Hoop (1825-1902)
            - Élisabeth Goethals (1841-1937) x Victor Maertens (1842-1918)
            - Albéric Goethals (1843-1897) x 1886 Clara van Volsem (1859-1944)
              - Jacques Goethals (piloot) (1889-1918)
              - André Goethals (1893-1958) x 1924 Mathilde Ghislaine Stas de Richelle (1904-1985) 
                - baron (1971) Jacques Goethals (1925-2023) x Nicole de Hemptinne (1929-2005). Hij was voorzitter van het Textielverbond voor het Kortrijkse en ondervoorzitter van de Kamer van Koophandel Kortrijk.
                - jonkheer (1971) Vincent Goethals (1929-2008), industrieel x Josépha Vercruysse (°1929)

          - Louis Goethals (1802-1830) x 1827 Julie van Tieghem (1796-1856)
            - Augustin Goethals (1829-1856) x Marie de Potter (1830-1858) 
              - Jonkheer (1893) en ridder (1906) Ernest Goethals (1851-1924) 1) x 1873 Louise Le Grelle (1854-1918) 2) x 1920 Henriette Rambert (1856-1950). Twee dochters en twee ongehuwde zoons uit het eerste huwelijk. Familietak uitgedoofd in 1924.
                - Anne Ferdinande Goethals (1878-1960) x 1900 Joseph Agie de Selsaeten (1870-1926)

              - Marie-Louise Goethals (1856-1935) x 1875 Lambert de Wouters d'Oplinter (1850-1893)

        - Pierre Goethals (1763-1803) x 1784 Marie-Rose Béthune (1757-1825)
          - Ferdinand Goethals (1786-1860), lid van het Nationaal Congres x 1819 Louise Thérèse Bischoff (1800-1866) 
            - Stéphanie Goethals (1823-1888) x 1849 Louis Goethals (1820-1882)
            - Pauline Goethals (1824-1901 x 1862 Henri Nolf (1818-1884), burgemeester van Kortrijk
            - Paul Goethals (1832-1901 ), jezuïet, aartsbisschop van Calcutta

          - Antoine Goethals (1790-1868), burgemeester van Kortrijk, x 1819 Caroline van den Broucke (1797-1873) 
            - Louis Goethals (1820-1882) x 1849 Stéphanie Goethals (1823-1888) 
              - jonkheer (1897) Georges Goethals (1850- ), kanunnik van de Sint-Baafskathedraal
              - jonkheer (1897) Edmond Goethals (1854-1919), advocaat, senator, x 1878 Louise de Bay (1856-1931) 
                - Marie-Thérèse Goethals (1880-1971) x 1903 Gaëtan de Wouters d'Oplinter (1878-1944), burgemeester van Rotselaar
                - Madeleine Goethals (1881-1970) x 1905 baron Victor van Eyll (1878-1952)
                - Gabrielle Goethals (1882-1951) x 1911 Joseph Coppieters (1881-1960), afdelingshoofd provinciebestuur West-Vlaanderen, auteur van oorlogsmemoires
                - Raphaëlle Goethals (1882-1954) x 1907 Louis de la Kethulle de Ryhove (1877-1941)
                - jonkheer Joseph Goethals (1885-1974) x 1918 Germaine Gendebien (1889-1964)
                  - jonkheer Georges Goethals (1922-1995) x 1950 Madeleine Janssens de Bisthoven (1927-1999)

                - jonkheer Louis Goethals (1889-1941) x Irène Le Grelle (1894-1985)
                - jonkheer Jean-Marie Goethals (1892-1980) 1) x 1919 Godelieve de la Kethulle de Ryhove (1896-1932) 2) x 1934 Maria de la Kethulle de Ryhove (1892-1966)
                  - jonkheer Antoine Goethals (1921-2005) x 1950 Isabelle Janssens de Bisthoven (°1922)
                  - Geneviève Goethals (°1924) x Philippe Delvaux de Fenffe (1922-1962)

                - Paule Goethals (1894-1961) x 1921 Maurice Holvoet (1879-1925)

          - Jean Goethals (1794-1875), lid van het Nationaal Congres
          - François Goethals (1797-1858) x 1830 Marie-Thérèse de le Vingne (1810-1887) 
            - Gustave Goethals (1831-1895) x 1869 Marie Hélène Vercruysse (1847-1924)
              - jonkheer (1925) Charles Goethals  (1870-1944) x Marguerite de Thibault de Boesinghe
                - Angèle Goethals (1903-1967) x Jacques Kervyn de Volkaersbeke (1903-1979)
                - jonkheer (1925) Roger Goethals (1910-1979), magistraat x Marie-José de la Kethulle de Ryhove (1916-1999)
                  - jonkheer Etienne Goethals, magistraat (°1945) x Claudine de Schietere de Lophem (°1947)

              - jonkheer (1925) René Goethals (1876-1928), burgemeester van Heule x 1908 Jeanne Mols (1884-1968)
                - jonkheer Christian Goethals (1928-2003), Formule 1 autopiloot, x 1968 Julie Opsomer (°1931)

              - jonkheer (1925) Ernest Goethals (1877-1961) x 1906 Madeleine Josèphe Mols (1882-1959). Hij was arrondissementscommissaris voor Kortrijk.
                - jonkheer André Goethals (1909-1979), burgerlijk ingenieur x Marguerite Duquenne (°1927)
                  - jonkheer François Goethals (1955-1988), burgerlijk ingenieur, CEO van Aviasud Engineering, ontwerper en bouwer van lichtgewichtvliegtuigen (Mistral, Sirocco, Albatros) x 1977 Isabelle Duret (in 1992 hertrouwd met de Franse politicus François Léotard.

                - jonkheer Baudouin Goethals (1913-2005) x 1947 Monique Henry de Frahan (1923-1985)